# Mezinárodní geografická unie
Mezinárodní geografická unie (francouzsky Union Géographique Internationale, UGI; anglicky International Geographical Union, IGU) je mezinárodní asociace zeměpisných organizací. První Mezinárodní geografický kongres se konal v roce 1871 a trvalá organizace byla založena v roce 1922 v Belgii.
Unie má 34 komisí a čtyři pracovní skupiny. Jednou z těchto komisí je komise pro městskou geografii. Tato porovnává města rozvíjející se v kapitalistickém ekonomickém systému a města v socialistickém ekonomickém světě. Byla vytvořena v roce 1976 na konferenci UGI v Moskvě. Navrhl ji Polák Kasimierz Dziewonski.